# Bader il pilota
Bader il pilota (Reach for the Sky) è un film del 1956 diretto da Lewis Gilbert.
La pellicola è incentrata sulla vita del pilota Douglas Bader, asso della Royal Air Force durante la seconda guerra mondiale, tratta da Il cielo è la mia meta (Reach for the Sky), biografia scritta nel 1954 da Paul Brickhill.

## Riconoscimenti
- BAFTA per il miglior film britannico 1957